# Zymrina xanthosema
Zymrina xanthosema är en fjärilsart som beskrevs av Edward Meyrick 1931. Zymrina xanthosema ingår i släktet Zymrina och familjen praktmalar, Oecophoridae. Inga underarter finns listade i Catalogue of Life.